# Центральное командование Армии США
Центральное командование Армии США (англ. United States Army Central), бывшая 3-я армия (англ. Third United States Army), обычно называемая Третьей армией и ARCENT, является оперативным объединением Армии Соединённых Штатов, которое участвовало в Первой и Второй мировых войнах, в войне в Персидском заливе 1991 года и в оккупации Ирака коалицией. Он наиболее известен своими кампаниями во время Второй мировой войны под командованием генерала Джорджа С. Паттона.
Штаб-квартира 3-й армии находится на военно-воздушной базе Шоу, Южная Каролина, а передовое подразделение — в Кэмп-Арифджане, Кувейт. Он служит эшелоном над корпусом для компонента сухопутных войск CENTCOM, зона ответственности которого включает Юго-Западную Азию, около 20 стран мира, в Африке, Азии и Персидском заливе.

## История

### Первая мировая война
3-я армия США сформирована в Шомоне, Франция, 7 ноября 1918 года, всего за пять дней до окончания военных действий во время Первой мировой войны, 3-я армия США состояла из трёх корпусов (III, IV и VII). Командующий, генерал-майор Джозеф Дикман, получил задание быстро продвинуться в центральную часть Германии. Как только его войска окажутся на месте, они должны были разоружить и распустить немецкие войска в соответствии с приказом генерала Джона Дж. Першинга, командующего американскими экспедиционными силами. 3-я армия основала свой штаб в Кобленце, Германия, 15 декабря 1918 года. 2 июля 1919 года, после того как Германия заявила о своем намерении подписать Версальский договор, 3-я армия была распущена. Оставшиеся штабные элементы и войска получили наименование Американских сил в Германии.

### Интербеллум
3-я армия была воссоздана 9 августа 1932 года в рамках реорганизации всей армии. 3-я армия была восстановлена в Форт-Сэм-Хьюстон, штат Техас, 1 октября 1933 года. Под командованием генерал-лейтенанта Уолтера Кройгера она стала главной учебной армией страны. Зона их ответственности простиралась от Техаса до Каролинских островов. С приближением войны учебная миссия 3-й армии расширилась, и возникла необходимость в крупномасштабной подготовке подразделений. Луизианские манёвры подготовили сотни тысяч солдат и сформировали доктрину армии США для предстоящей войны.

### Вторая мировая война
После начала Второй мировой войны 3-я армия сохранила миссию по подготовке граждан США в американских солдат. В 1943 году командование 3-й армией перешло к генерал-лейтенанту Кортни Ходжесу, который продолжил миссию подготовки подразделений армии США к войне. В канун Нового 1943 года 3-я армия была поднята по тревоге для переброски за границу в Великобританию для участия в европейском вторжении. Когда штаб отбыл в Англию, Ходжес не поехал с подразделением. Когда 3-я армия прибыла в Англию, у неё был новый командующий, генерал-лейтенант Джордж С. Паттон младший. Публично Паттон командовал Первой группой армий США (FUSAG), но это был обман. FUSAG была фальшивой организацией с фиктивными подразделениями, которые помогали вводить немцев в заблуждение относительно места вторжения союзников во Францию, которое, как немцы были уверены, возглавит Паттон. Когда наступил день высадки, обман FUSAG удерживал немецкие подкрепления на месте в течение нескольких недель, в то время как части 3-й армии начали высадку во Франции. Штаб 3-й армии высадился на французской земле 5 июля 1944 года и приступил к организации.
В конце июля 1944 года 1-я армия начала операцию «Кобра», чтобы вырваться из Нормандии. Штаб 3-й армии начал действовать 1 августа. Наступательные операции под руководством 4-й и 6-й бронетанковых дивизий прорвали немецкую оборону, и 3-я армия прошла через всю Францию. К концу августа 3-я армия осуществила южный охват немецкой армии в Фалезском кармане, а остальная часть 3-й армии растянулась от Бреста на западном побережье Франции до реки Мёз на востоке, примерно на 475 миль. Прорыв 3-й армии через всю Францию был остановлен не немцами, а недостатком снабжения. Начиная с сентября, основные усилия союзников переместились на север, вместе со снабжением. 3-й армии было разрешено ограниченное продвижение, насколько позволяли нормированные запасы газа и боеприпасов. Так продолжалось с сентября по ноябрь: 3-я армия медленно продвигалась вперед, а немцы не́хотя сдавали позиции.
Уже в конце ноября 1944 года G2 (разведка) 3-й армии начал замечать потенциальное наращивание немецких танковых частей на западном фронте и предупреждал о возможном крупномасштабном наступлении противника. 3-я армия предупредила о потенциальном наступлении против VIII корпуса в Арденнах, к северу от 3-й армии. Антверпен был немецкой целью, где они могли захватить источник снабжения союзников и разрезать союзную армию пополам. Немецкое наступление нанесло удар по VIII корпусу 16 декабря. 18 декабря генерал Паттон встретился с генералом Омаром Брэдли. Брэдли спросил, что Паттон может сделать. Паттон ответил, что он может контратаковать тремя дивизиями за два дня. Приняв приказ, Паттон приказал 4-й бронетанковой дивизии, 26-й и 80-й пехотным дивизиям отказаться от наступления на восток и двинуться в атаку на немецкий выступ (Bulge). Преодолев 125 миль по обледенелым дорогам в плохую погоду, 4-я бронетанковая дивизия 26 декабря достигла окружённой в Бастони 101-й воздушно-десантной дивизии, что позволило обеспечить поступление припасов и вывоз раненых. В течение последующих тридцати дней американские войска решали задачу по сокращению разрыва и, наконец, вернулись на исходные рубежи около 25 января 1945 года. После завершения битвы за выступ 3-я армия двинулась в сердце Германии, чтобы закончить войну. После месяца тяжёлых боев 3-я армия преодолела сопротивление немцев и устремилась к реке Рейн. Поскольку первый плацдарм через Рейн был создан 1-й армией в Ремагене, 3-я армия 22—23 марта 1945 провела штурм переправы через реку в Оппенхайме, на полпути между Майнцем и Вормсом. В течение ещё шести недель войны части 3-й армии вели бои по всей Германии, продвигаясь на восток до Пльзеня, Чехословакия, и на юг до Линца, Австрия. Когда война закончилась 8 мая 1945 года, 3-я армия прошла дальше, чем любая другая армия в Европе, и захватила более 1 250 000 пленных. 3-я армия оставалась в Германии до 1947 года.

### Холодная война
После возвращения в США штаб 3-й армии был создан в Форт-Макферсоне близ Атланты, штат Джорджия, где она стала выполнять учебные функции, как и до Второй мировой войны. 3-я армия была расформирована в октябре 1973 года. 3-я армия была вновь сформирована в декабре 1982 года в форте Макферсон как «Центральное командование Армии США» (USARCENT), чтобы служить в качестве командования армейских служебных компонентов (ASCC) для Центрального командования ВС США, которое было создано 1 января 1983 года.

### Война в Персидском заливе
В ответ на вторжение Саддама Хусейна в Кувейт 2 августа 1990 года USARCENT развернулся в Кувейте для командования сухопутными войсками в рамках операции «Щит пустыни». Поскольку дипломатия провалилась и «Щит пустыни» перерос в операцию «Буря в пустыне», USARCENT командовал девятью дивизиями в составе 7-го и 18-го корпусов для изгнания иракских войск из Кувейта. USARCENT ворвался в Кувейт и уничтожил бо́льшую часть иракской республиканской гвардии, освободив Кувейт 26 февраля 1991 года. В течение более десяти лет после освобождения Кувейта USARCENT продолжал действовать в регионе, отвечая на провокационные действия Ирака. В эти годы USARCENT участвовал в операциях «Бдительный воин», «Бдительный страж», «Удар пустыни», «Гром пустыни I и II» и «Пустынный лис».

### Война в Афганистане и Ираке
В ответ на теракты 11 сентября USARCENT обеспечил командование и управление всеми сухопутными войсками коалиции, участвующими в операции «Несокрушимая свобода». В качестве Командования сухопутного компонента коалиционных сил (CFLCC), USARCENT командовал наземной войной в Афганистане и прилегающих странах с 11 ноября 2001 года по 31 мая 2002 года. В конце 2002 года Центральное командование США назначило USARCENT в качестве CFLCC для запланированных наземных операций в Ираке. Операция «Кобра II», план USARCENT по вторжению в Ирак, началась 20 марта 2003 года. Иракские силы были подавлены сухопутными войсками США. Освобождение Ирака заняло шесть недель, причем американские войска продвигались быстрее, чем генерал Паттон пронесся по Франции в августе 1944 года. По окончании наземной кампании USARCENT участвовал в третьей оккупации за менее чем 100 лет. 14 июня 2003 года USARCENT передал ответственность за Ирак 7-й объединённой оперативной группе. USARCENT вернулся к своей роли поставщика кадров и ресурсов для театра военных действий. В 2011 году USARCENT провел операцию «Никель II» — вывод войск и техники из Ирака и последующее наращивание сил и средств в Афганистане. В июле 2014 года командующий и штаб USARCENT направились в Ирак с инструкциями по пресечению расширения группировки ИГ. В декабре 2014 года Центральное командование США назвало эту операцию «Непоколебимая решимость». Штаб USARCENT стал ядром того, что стало Совместной объединённой оперативной группой — операция «Непоколебимая решимость» (CJTF-OIR). Миссия CJTF-OIR, состоящей из военнослужащих более чем 30 стран, заключается в военном разгроме ИГ. USARCENT передал эту миссию III корпусу США в сентябре 2015 года.

### Современность
В июле 2011 года USARCENT переместил главный командный пункт из Форт-Макферсон, штат Джорджия, на базу ВВС Шоу, штат Южная Каролина. Сегодня в состав USARCENT входят более 600 солдат и гражданских лиц на базе ВВС Шоу, Южная Каролина, а также около 20 000 военнослужащих в нескольких точках на театре военных действий CENTCOM. Центральная армия США формирует и создает театр военных действий для поддержки операций, улучшения отношений, доступа и потенциала партнеров, а также сдерживания противника, обеспечивая при этом структуру командования миссией для проведения объединённых наземных операций в поддержку директив командующего войсками.